# Врагович, Драгутин
Дра́гутин Вра́гович (хорв. Dragutin Vragović; 1901, Аграм, Австро-Венгрия — 22 января 1973, Загреб, СФРЮ) — югославский хорватский футболист, полузащитник. Участник Олимпийских игр 1920 и 1924 годов.

## Карьера

### Клубная
Выступал в составе загребского клуба «Граджянски», был капитаном команды, вместе с которой дважды становился чемпионом и один раз вице-чемпионом страны. Играл в составе сборной Загреба, за которую провёл 18 матчей.

### В сборной
В составе главной национальной сборной Королевства СХС дебютировал 28 августа 1920 года в матче против сборной Чехословакии на Олимпиаде 1920 года, матч его команда проиграла со счётом 0:7, а последний раз сыграл 28 октября 1923 года в товарищеском матче снова со сборной Чехословакии. Был в составе команды на Олимпиаде 1924 года, однако, на поле не вышел. Всего провёл за сборную 7 матчей.

### Командные
Чемпион Королевства СХС: (2)
- 1923, 1926

Вице-чемпион Королевства СХС: (1)
- 1925

## Смерть
Умер Драгутин Врагович на 72-м году жизни 22 января 1973 года в Загребе от инфаркта.